# Varencya tessellata
Varencya tessellata är en skalbaggsart som beskrevs av Marc Lacroix 1993. Varencya tessellata ingår i släktet Varencya och familjen Melolonthidae. Inga underarter finns listade i Catalogue of Life.